# Provincia Baghlan
Provincia Baghlan (paștună și persană: بغلان‎ Baġlān) este una dintre cele 34 de provincii ale Afganistanului. Este localizată în partea nordică.